# Chiesa dei Santi Pietro e Paolo Apostoli (Sarentino)
La chiesa dei Santi Pietro e Paolo Apostoli (in tedesco St. Peter und Paul in Pens) è la parrocchiale a Pennes di Dentro (Innerpens), frazione di Sarentino in Alto Adige. Fa parte del decanato di Bolzano-Sarentino e la sua storia inizia col XVI secolo.

## Storia

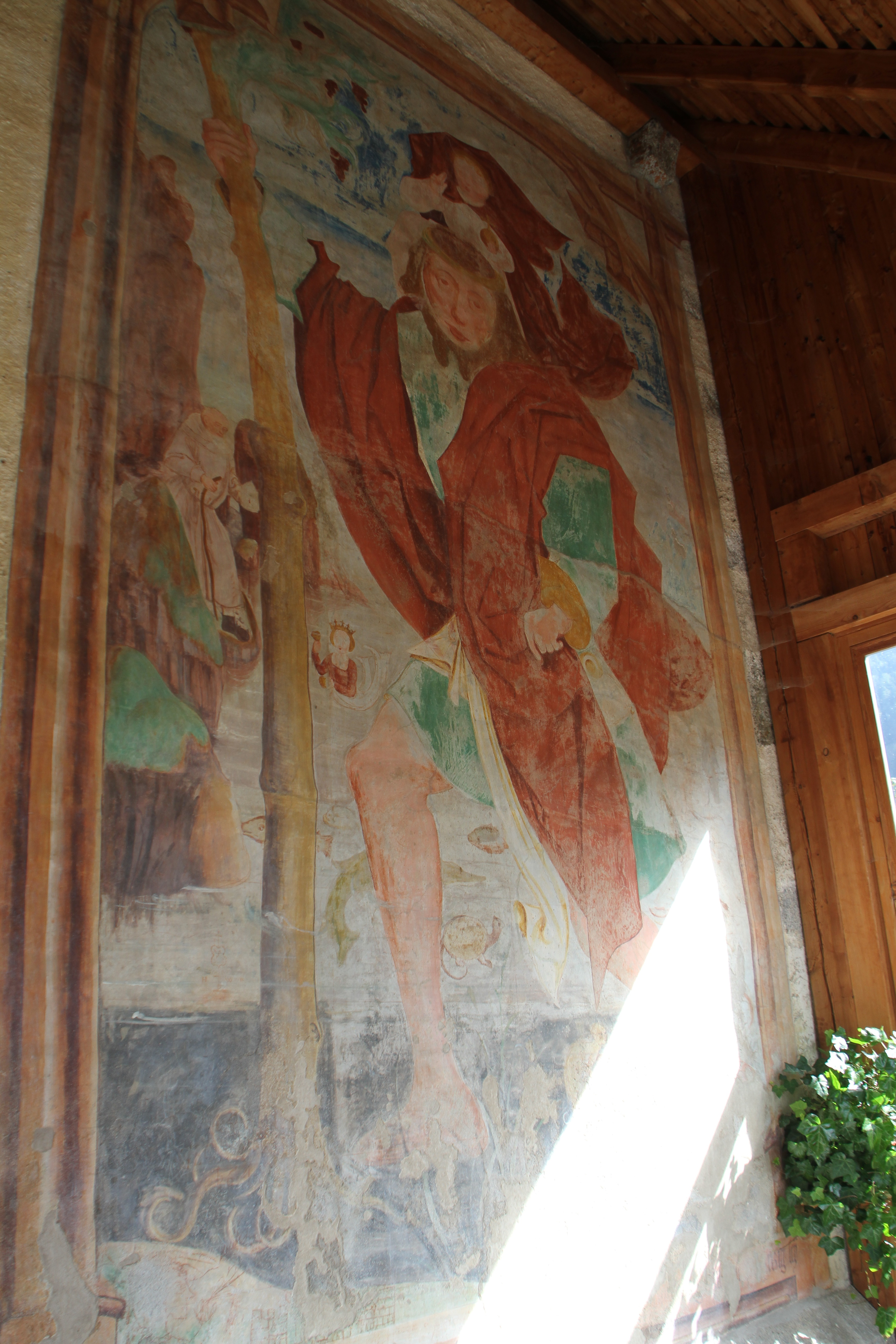
Affresco raffigurante San Cristoforo sulla facciata, protetto della tettoia chiusa.

L'intera area circostante venne colonizzata già durante la preistoria e probabilmente, prima della costruzione della chiesa dei Santi Pietro e Paolo Apostoli a Pennes di Dentro fu edificata, nella vicina località di San Giovanni, la primitiva chiesa di San Giovanni Battista in Bosco, che fu poi ricostruita tra il 1530 ed il 1538. Si presume che in quel sito fosse esistito un tempio pagano.
L'edificio fu eretto nei primi anni del XVI secolo e gli affreschi sono databili attorno al 1511.

## Descrizione
La chiesa si trova nella frazione alta di Pennes di Dentro (Innerpens), nel piccolo centro abitato. L'edificio si trova all'interno dell'area del cimitero, come di consueto nelle località alpine. La costruzione, in stile tardogotico, ha il prospetto principale a capanna con due spioventi caratterizzato da una grande tettoia chiusa con vetri che occupa in larghezza tutta la facciata. In questa parte protetta si trova un grande affresco raffigurante San Cristoforo che risale al 1511.
Sul portale principale, che ha forma ogivale, si trova uno stemma araldico con le chiavi di san Pietro, per sottolineare la dedicazione. La torre campanaria si alza sul lato a sinistra, addossata alla chiesa. La guglia di copertura è slanciata, ed ha la forma di una piramide a base ottagonale.  Il campanile è sormontato da un pinnacolo ottagonale.
Nell'interno la navata è unica. In controfacciata ci sono due grandi palchi in legno e l'organo. La zona presbiteriale, con l'altar maggiore, è arricchita di sculture in legno policromo attribuite a Joseph Bachlechner.